# Dalius Vaiciukevičius
Dalius Vaiciukevičius (* 1. Juni 1981 in Elektrėnai, Litauische SSR) ist ein ehemaliger litauischer Eishockeyspieler, der den Großteil seiner Karriere bei Energija Elektrėnai unter Vertrag stand.

## Karriere
Dalius Vaiciukevičius begann seine Karriere als Eishockeyspieler in seiner Heimatstadt beim SC Energija, für den er von 1997 bis 2001 in der East European Hockey League aktiv war und zudem in der Spielzeit 1998/99 mit der litauischen U18-Auswahl in der litauischen Liga spielte. 2001/02 spielte der Verteidiger ein Jahr lang für das Team aus dem Val Vanoise in der Division 2, der dritthöchsten französischen Spielklasse. Anschließend kehrte er nach Elektrėnai zurück und spielte dort bis zu seinem Karriereende wieder für den SC Energija überwiegend in der lettischen Eishockeyliga. Lediglich seine beiden letzten Spielzeiten stand er in der heimischen litauischen Liga auf dem Eis und gewann sowohl 2012 als 2013 den litauischen Meistertitel. Nachdem er 2013 seine Karriere vorübergehend unterbrochen hatte, gehört er seit 2016 wieder zum Kader der zweiten Mannschaft von Energija in der litauischen Liga. Seit 2017 spielte er wieder in der ersten Mannschaft des Klubs, die damals in der Wysschaja Liga, der zweithöchsten belarussischen Spielklasse aktiv war. 2019 beendete er seine Laufbahn endgültig.

### International
Für Litauen nahm Vaiciukevičius im Juniorenbereich an den U18-C-Europameisterschaften 1996, 1997, als er als bester Spieler seiner Mannschaft auszeichnet wurde, und 1998 und der  Europa-Division I der U18-Weltmeisterschaft 1999 sowie an den U20-C-Weltmeisterschaften 1999 und 2000 und nach der Umstellung auf das heutige Divisionensystem der U20-Weltmeisterschaft der Division II 2001 teil.
Im Seniorenbereich stand er im Aufgebot seines Landes bei den Weltmeisterschaften der Division II 2002 und 2004 sowie bei den Weltmeisterschaften der Division I 2001, 2003, 2005, 2006, 2007, 2008, 2009, 2010 und 2011.
Zudem trat er für Litauen bei den Qualifikationsturnieren zu den Olympischen Winterspielen 2006 in Turin, 2010 in Vancouver und 2014 in Sotschi an.

## Erfolge und Auszeichnungen
- 2002 Aufstieg in die Division I bei der Weltmeisterschaft der Division II, Gruppe B
- 2004 Aufstieg in die Division I bei der Weltmeisterschaft der Division II, Gruppe B
- 2012 Litauischer Meister mit dem SC Energija
- 2013 Litauischer Meister mit dem SC Energija